# Haugajnar
Haugajnar är ett naturreservat i Hablingbo socken i Region Gotland på Gotland.
Området är naturskyddat sedan 2002 och är 157 hektar stort. Reservatet består av gammal barrskog. 